# Schedotrioza cornuta
Schedotrioza cornuta är en insektsart som beskrevs av Taylor 1990. Schedotrioza cornuta ingår i släktet Schedotrioza och familjen spetsbladloppor. Inga underarter finns listade i Catalogue of Life.